# Коптяки (Новолялинський міський округ)
Коптяки́ (рос. Коптяки) — село у складі Новолялинського міського округу Свердловської області.
Населення — 193 особи (2010, 202 у 2002).
Національний склад населення станом на 2002 рік: росіяни — 96 %.